# Société d'édition et d'exploitation de BD
 (septembre 2024).
Si vous disposez d'ouvrages ou d'articles de référence ou si vous connaissez des sites web de qualité traitant du thème abordé ici, merci de compléter l'article en donnant les références utiles à sa vérifiabilité et en les liant à la section « Notes et références ».
La Société d'édition et d'exploitation de BD (SEEBD) était une société d'édition spécialisée dans la bande dessinée créée en 2000. Dirigée par Christophe Lemaire, elle publiait sous différentes collections des comics (Bulle Dog), des mangas (BD Erogène, Akuma, Kabuto, Akiko) et des manhwas (Tokebi, Saphira).
Après avoir été rachetée à 50 % de son capital par Soleil en 2006, la société est mise en liquidation judiciaire en 2008 et radiée du registre des entreprises en 2011. Une partie du catalogue des collections coréennes (Tokebi, Saphira) est reprise par René Park, responsable de ces collections chez SEEBD, qui fonde sa propre maison d'édition, Samji.

## Historique

### Collections
- 2000 : Sortie des premiers titres japonais de la collection BD érogène.
- 2002 : Sortie de Strain dans la collection Akuma. Cette collection sera supprimée et remplacée par la collection Kabuto à la fin de la publication de Strain.
- 2003 : Lancement de la collection Tokebi (manhwas pour garçons)
- 2004 : 
  - Lancement de la collection Saphira (manhwas pour filles)
  - Lancement de la collection Kabuto (mangas pour garçons)
  - Lancement de la collection Akiko (mangas pour filles)

### Magazines
- 2003 : Lancement de Tokebi Magazine, magazine de pré-publication remplacé, après 6 numéros, par Génération Tokebi,  un magazine de pré-publication plus complet disponible uniquement en librairie.
- 2006 : Arrêt de Génération Tokebi au bout de 26 numéros.

### Société
En février 2006, Soleil prend part à 50 % dans la société SEEBD en février 2006 mais laisse toutefois la politique éditoriale intacte.
Le 22 juillet 2008, SEEBD entre en liquidation judiciaire. Toutes les collections sont arrêtées.
À la suite de cette liquidation, l'ancien responsable du catalogue manhwa, René Park, crée une nouvelle société d'édition, Samji. Il reprend une partie des titres des collections Saphira et Tokebi.

## Liste des collections
- Bulle Dog : spécialisée dans les bandes dessinées américaines (comics) (Strangers in Paradise, la Dernière Tentation, Camelot 3000)
- Tokebi : spécialisée dans le Sonyung manhwa (Manhwa pour jeunes garçons) (Dark striker, Yureka, Dragon hunter)
- Saphira : spécialisée dans le sunjung (Manhwa pour jeunes filles) (Audition, I.N.V.U., Vitamin)
- Kabuto : spécialisée dans le shōnen manga (Manga pour jeunes garçons)(Sanctuary, Black Lagoon, Patlabor, Heat)
- Akiko : spécialisée dans le shōjo manga (Manga pour jeunes filles)
- Akuma : le manga Strain sera l'unique titre de cette collection. Elle sera arrêtée et remplacée par la collection Kabuto en 2004.
- BD Erogène : spécialisée dans l'érotisme.